# Antoine François Carpentier
Pour les articles homonymes, voir Carpentier.
Antoine François Carpentier, né le 23 janvier 1739 à Haverskerque (département du Nord), mort le 4 juillet 1817 à Ypres (Belgique), est un homme politique de la Révolution française.

## Biographie

### Mandat à la Législative
La France devient une monarchie constitutionnelle en application de la constitution du 3 septembre 1791. Le même mois, Antoine François Carpentier, alors président du district d’Hazebrouck, est élu député du département du Nord, le sixième sur treize, à l'Assemblée nationale législative.
Il siège sur la gauche de l'hémicycle. En février 1792, il vote en faveur de la mise en accusation de Bertrand de Molleville, le ministre de la Marine. En avril, il vote pour que les soldats du régiment de Châteauvieux, qui s'étaient mutinés lors de l'affaire de Nancy, soient admis aux honneurs de la séance.
La monarchie prend fin à l'issue de la journée du 10 août 1792 : les bataillons de fédérés bretons et marseillais prennent le palais des Tuileries avec le concours des insurgés des faubourgs de Paris. Louis XVI est destitué de ses fonctions et incarcéré avec sa famille à la tour du Temple.

### Mandat à la Convention
En septembre 1792, Antoine François Carpentier est réélu député du département du Nord, le sur treize, à la Convention nationale.
Lors du procès de Louis XVI, il vote la mort et rejette l'appel au peuple et le sursis à l'exécution à la peine. En avril 1793, il vote en faveur de la mise en accusation de Jean-Paul Marat. En mai de la même année, il s'abstient de voter lors du scrutin sur le rétablissement de la Commission des Douze.

### Du Directoire à la Restauration
Il siège au Conseil des Cinq-Cents du 23 vendémiaire an IV jusqu'à l'an VI. Atteint par la loi d'exil, comme régicide, il meurt en Belgique.

## Sources
1. ↑  Laurent, Émile (1819-1897) et  Mavidal, Jérôme (1825-1896), « Archives parlementaires de 1787 à 1860, Première série, tome 34 » , sur www.gallica.bnf.fr, 1890-1897 (consulté le 11 juillet 2024)
2. ↑  Laurent, Émile (1819-1897) et Mavidal, Jérôme (1825-1896), « Archives parlementaires de 1787 à 1860, Première série, tome 39 » , sur www.gallica.bnf.fr, 1890-1897 (consulté le 11 juillet 2024)
3. ↑  Laurent, Émile (1819-1897) et Mavidal, Jérôme (1825-1896), « Archives parlementaires de 1787 à 1860, Première série, tome 41 » , sur www.gallica.bnf.fr, 1890-1897 (consulté le 11 juillet 2024)
4. ↑  Lataste, Lodoïs (1842-1923), « Archives parlementaires de 1787 à 1860, Première série, tome 52 » , sur www.gallica.bnf.fr, 1897-1913 (consulté le 11 juillet 2024)
5. ↑  Froullé, Jacques-François (≈1734-1794), « Liste comparative des cinq appels nominaux. Faits dans les séances des 15, 16, 17, 18 et 19 janvier 1793, sur le procès et le jugement de Louis XVI [...] » , sur www.gallica.bnf.fr, 1793 (consulté le 11 juillet 2024)
6. ↑  Ducom, André Jean (1861-1923) et Lataste, Lodoïs (1842-1923), « Archives parlementaires de 1787 à 1860, Première série, tome 62 » , sur www.gallica.bnf.fr, 1867-1990 (consulté le 11 juillet 2024)
7. ↑  Lataste, Lodoïs (1842-1923), « Archives parlementaires de 1787 à 1860, Première série, tome 65 » , sur www.gallica.bnf.fr, 1897-1913 (consulté le 11 juillet 2024)

- « Antoine François Carpentier », dans Adolphe Robert et Gaston Cougny, Dictionnaire des parlementaires français, Edgar Bourloton, 1889-1891 [détail de l’édition]